# Người Nyamusa
Người Nyamusa là một dân tộc ở bang Tây Equatoria, Nam Sudan. Họ nói tiếng Nyamusa-Molo, một ngôn ngữ Nin-Sahara.